# Spätneolithikum
Das Spätneolithikum ist ein von 3500 bis 2800 v. Chr. dauernder Abschnitt der Jungsteinzeit Mitteleuropas. Der Terminus geht auf die heute in Deutschland weitgehend verwendete Fünffachgliederung durch Jens Lüning zurück und folgt auf das Jungneolithikum. Demnach ist das Neolithikum in fünf Stufen untergliedert: Frühneolithikum, Mittelneolithikum, Jungneolithikum, Spätneolithikum und Endneolithikum.
Jung-, Spät- und Endneolithikum werden nach dieser Gliederung wegen der zunehmenden Bedeutung von Schmuck und Waffen aus Kupfer auch als Kupfersteinzeit (oder Kupferzeit) zusammengefasst.

## Regional unterschiedliche Terminologie
Die Verwendung der Begriffe erfolgt in einzelnen Regionen Deutschlands nicht einheitlich, was zuweilen für Verwirrung bei der relativchronologischen Einordnung sorgt. So wird zum Beispiel die Chamer Kultur in Bayern lokal als „endneolithisch“ bezeichnet.
In Mitteldeutschland (im Sinne von Sachsen, Sachsen-Anhalt, Thüringen) ist das Neolithikum traditionell dreifach gegliedert. Erstmals 1951 schlug Ulrich Fischer die drei Abschnitte Früh-, Hoch- und Spätneolithikum vor. Auch später plädierte Hermann Behrens für eine Dreigliederung in Früh-, Mittel- und Spätneolithikum. Nach der Gliederung von Behrens entspricht dessen Spätneolithikum etwa dem Endneolithikum von Lüning. Später folgte auch für Mitteldeutschland der Vorschlag einer Vierfachgliederung, wodurch eine Parallelisierung mit den südwestdeutschen Kulturen angestrebt wurde. Nach Kalibrierung der Radiokohlenstoffdaten stellte sich heraus, dass die Stufe des Jungneolithikums absolutchronologisch wesentlich länger als die anderen drei war, woraufhin Lüning zur Fünffachgliederung überging.
Die fünffache Untergliederung von Lüning ist ein Vorschlag zur Vereinheitlichung des mitteleuropäischen Chronologiesystems, die gleichzeitig wichtige Zäsuren in der Kulturentwicklung widerspiegelt. Nach dieser Gliederung datieren die nachfolgend gelisteten Kulturen ins Spätneolithikum.

## Archäologische Kulturen
An der Schwelle vom Jung- zum Spätneolithikum steht die Salzmünder Kultur. Die prägenden Kulturen des Spätneolithikums waren die jüngeren Megalithkulturen in Nord- und Mitteldeutschland (Trichterbecherkultur, Walternienburg-Bernburger Kultur, Wartberg-Kultur) sowie die jüngeren Pfahlbaukulturen an den nordalpinen Seen (Horgener Kultur). Wichtige Kulturgruppe dieser Zeitstufe in Bayern ist die Chamer Kultur.
Aus dem alpinen Spätneolithikum Norditaliens (auch hier als endneolithisch klassifiziert) stammt der Mann vom Tisenjoch, besser bekannt als „Ötzi“. Der Mann entstammte der Südtiroler Remedello-Kultur und starb um 3300 v. Chr.

## Erfindungen
Im Spätneolithikum wurde erstmals die Existenz von Textilien aus Schafwolle nachgewiesen.